# 尤因塔 (犹他州)
尤因塔（英文：Uintah），是美国犹他州韦伯县下属的一座城市。建市于 1850年，面积大约为1.06平方英里（2.7平方公里），海拔约为4,537英尺（1,383米）。根据2010年美国人口普查，该市有人口1,322人。